# Prosoplus intermissus
Prosoplus intermissus là một loài bọ cánh cứng trong họ Cerambycidae.